# 胡明 (1919年)
胡明（1919年10月—1967年1月15日），原名李琼英，女，祖籍福建闽侯，生于广东省琼崖特别区（今属海南省），中国共产党和中华人民共和国主要领导人薄一波第二任妻子。

## 生平
1919年10月，李琼英出生于海南岛，自幼崇拜岳飞和花木兰等民族英雄，16岁加入中国共产主义青年团，改名胡明投身于革命事业。1937年，18岁胡明加入中国共产党，历任广东省青年群社宣传部长、中共广东省委秘书、中共中央组织部干事、中央党校研究员、中央妇委研究员，人称“海南奇女”。
抗日战争期间，胡明与薄一波相识。1945年结婚后，胡明追随薄一波到晋冀鲁豫，任职晋冀鲁豫中央局和华北局。中华人民共和国成立后，胡明历任政务院财政经济委员会人事局、建筑工程部劳动工资司、机械施工总局、技术情报局与第二轻工业部工艺美术局的处长、副局长、局长等职。
文化大革命期间，胡明受薄一波六十一人叛徒集团案牵连遭受迫害，于1967年1月15日在被押往北京的火车中服毒自杀身亡，时年48岁。四人帮被粉碎后，胡明和薄一波获得平反。1979年4月25日上午，胡明追悼会在八宝山革命公墓举行，参加追悼会的人包括王光美、李先念夫人林佳楣等副总理、部长和他们的夫人。薄一波于胡明逝世40周年的2007年1月15日去世。

## 家庭

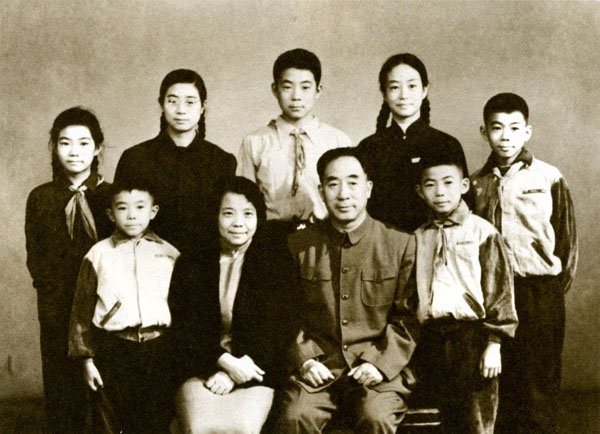
1960年，薄一波、胡明夫妻及全家照

胡明与薄一波（1908年2月6日—2007年1月15日）育由四子两女：
- 次女，薄洁莹（1946年—2019年11月24日[4]），留美医学博士。卫生部国际交流与合作中心副理事长。
- 长子，薄熙永（1947年—），化名李學明[5]，曾任中国光大集团执行董事，副总经理。2012年4月25日已辞任董事会副主席及执行董事职务，亦不再担任董事会执行董事委员会委员。
- 次子，薄熙来（1949年7月3日—），前任商务部部长，前任中共重慶市委書記，十七届中共中央政治局委员[6]。2012年，在以王立军事件为导火索、薄熙来事件为核心的一系列中共政治风波中，薄熙来倒台失势，被判无期徒刑[7]。
- 三女，薄小莹（1950年—），北京大学历史学系副教授[8]。
- 三子，薄熙成（1951年—），中国扶贫开发协会副会长，北京兴大助学基金会理事长。北京六合兴饭店管理公司董事长、中信证券股份有限公司独立董事[8]。
- 四子，薄熙寧（1954年—），北京六合兴集团有限公司董事长[8]。